# Disney Fantasy

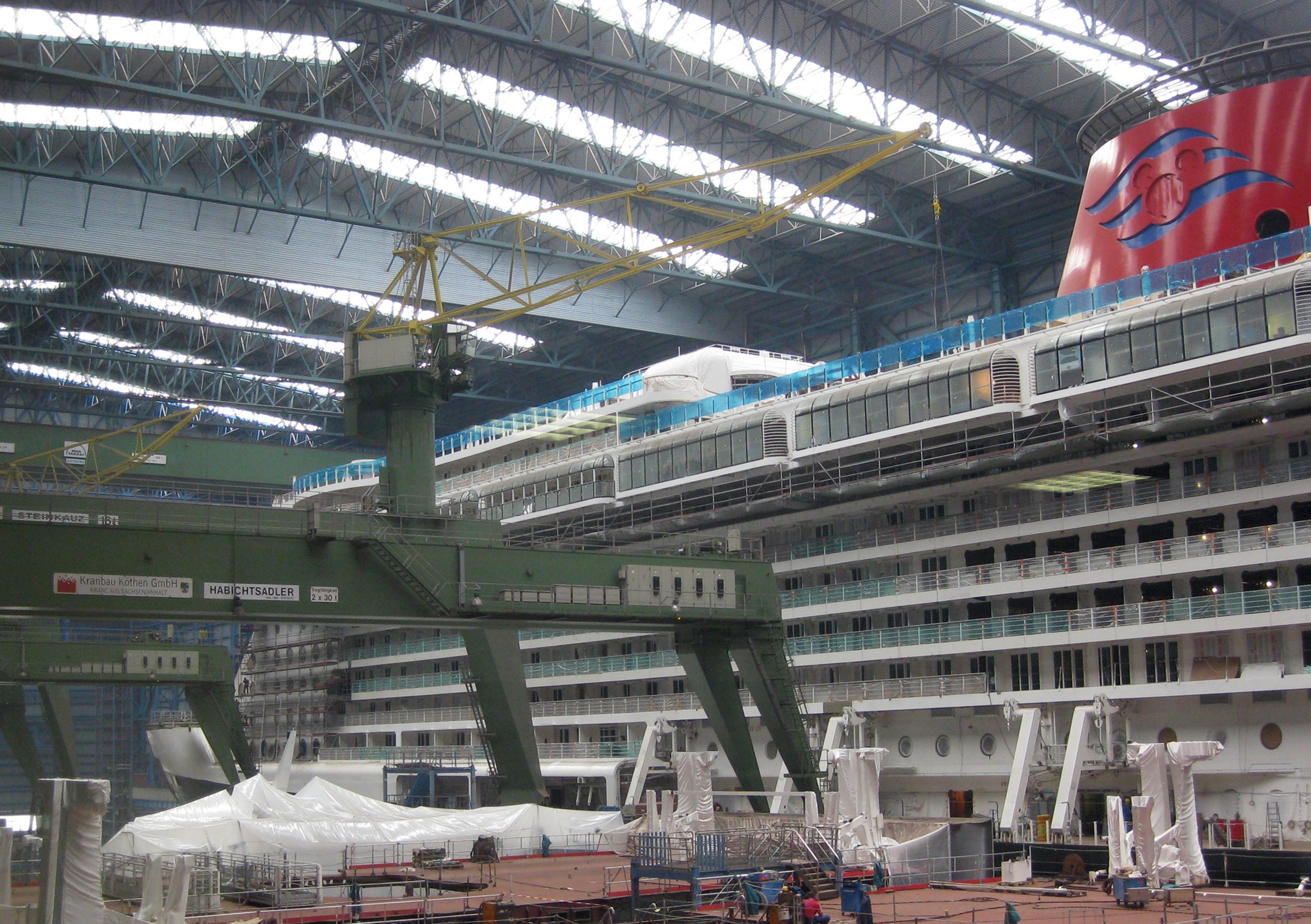
Disney Fantasy au chantier Meyer Werft (août 2011)

Le Disney Fantasy est l'un des navires de la Disney Cruise Line, société de croisière de la Walt Disney Company.
C'est le quatrième navire de croisière construit pour Disney et le second dans le chantier naval de Meyer Werft à Papenburg en Allemagne. Sa silhouette rappelle celle des transatlantiques, du début du XXe siècle à l'image du Normandie ou du Queen Mary. Il est précédé par un sister-ship nommé Disney Dream, les deux noms ayant été révélés durant la réunion des actionnaires du 11 mars 2009.
Chacun des deux navires devrait avoir les caractéristiques suivantes, : 339,8 mètres de long pour 37 mètres de large, une jauge de 124 000 tonneaux et une capacité de 4 000 passagers maximum pour un coût unitaire de 900 millions de dollars.
Le 29 décembre 2011, le navire est légèrement endommagé à la suite d'une ouverture des vannes du bassin mais le chantier naval indique que la livraison du navire prévue au 7 janvier 2012 ne sera pas retardée.
Le 2 mars 2012, le Disney Fantasy est baptisé à New York avec Mariah Carey pour marraine.

## Informations techniques
- Nombre de ponts passagers : 13
- Nombre de cabines : 1 250
- Nombre de passagers (approximatif) : 4 000

Source : Disney Cruise Line

## À bord
| Restaurants                                                                                   | Snacks et cafés                                                                                                  | Boutiques                                           |
| - Animator's Palate - Cabanas - Enchanted Garden - Flo's café - Preludes - Remy - Royal Court | - Frozone Treats - Eye Scream Treats - Bon voyage - Cove café - Currents - Meridian - Skyline - Waves - The Tube |                                                     |
| Activités                                                                                     | Piscines | Autres                                              |
| - Buena Vista Theatre - Walt Disney Theatre                                                   | - AquaDuck - Aqualab - Donald's pool - Mickey's pool - Nemo's Reef - Quiet Cove Pool - Satellite falls           | Entrée principale: Accès aux bateaux d'excursions : |